# Absolutismo moral
La moral absoluta es una doctrina moral genérica que sostiene que los mandatos y normas morales son incondicionados, es decir, la obligación concreta que imponen es incontestable y no está sujeta a circunstancias casuales ni a las consecuencias derivadas de su cumplimiento o incumplimiento.
Es una concepción ética según la cual las acciones son intrínsecamente buenas o malas. El robo, por ejemplo, puede ser considerado desde este punto de vista como inmoral siempre y en todo momento, incluso si es cometido para el bienestar de otros (el robo de comida para impedir que una familia muera de hambre, por ejemplo), aunque se haya cometido a fin de promover tal bien.  
El absolutismo moral se opone a otras categorías de teorías normativas éticas como el consecuencialismo que sostiene que la moralidad de un acto, lato sensu, depende de las consecuencias o del contexto de la ley.
El absolutismo moral es diferente del universalismo moral (también llamado "objetivismo moral"). El universalismo enuncia simplemente que lo que es bueno o malo es independiente de la costumbre o de una opinión (por oposición al relativismo moral) pero no necesariamente que lo que es bueno o malo es independiente del contexto o de las consecuencias (como en el caso del absolutismo). El universalismo moral es compatible con el absolutismo moral, pero también con posiciones tales como el consecuencialismo. Louis Pojman ofrece las definiciones siguientes para distinguir las dos posiciones del absolutismo moral y del universalismo:
- Absolutismo moral: existe al menos un principio que no debe jamás ser violado.
- Objetivismo moral: la cuestión se plantea de saber si una acción dada es moralmente lícita o ilícita: cuestión que no depende únicamente de una costumbre social o de la aceptación individual.

Las teorías éticas que conceden una gran importancia a los derechos y deberes (como la ética deontológica de Kant) son a menudo formas de absolutismo moral, como lo son numerosos códigos morales religiosos.
El absolutismo moral es criticado por, esencialmente, no explicar cómo podría o debería ser determinado el contenido de las reglas morales, si es en base al consenso entre personas y sociedades (como aspira el universalismo) o por determinación de un elemento foráneo (como la religión), pudiendo haber una falta de identificación entre el código moral y los sujetos a los que se aplica. Asimismo, se critica que en su forma más extrema tiende a la inflexibilidad, al pretender una aplicación sin excepciones de su contenido o preceptos. También, puede caer en contradicción interna si no se resuelve la concurrencia de normas conflictivas entre sí. Por último, se critica su falta de visión de la realidad, donde en alguno casos la aplicación de esas reglas podría ser perjudicial para los sujetos involucrados.